# Hoya (cantante)
Hoya (호야?, HoyaLR, HoyaMR), pseudonimo di Lee Ho-won (이호원?, 李浩沅?, I Ho-wonLR, I Ho-wŏnMR; Pusan, 28 marzo 1991), è un cantante, ballerino e attore sudcoreano; è stato membro del gruppo musicale Infinite dal 2010 al 2017.

## Biografia
Hoya è nato a Pusan. Lasciò le superiori al primo anno per seguire il suo sogno di diventare cantante, ma suo padre, contrario alla sua decisione, lo obbligò a lasciare casa; dopo essersene andato, decise di proseguire gli studi conseguendo la qualifica scolastica a 16 anni, cosa che portò suo padre a riaccoglierlo in casa e a sostenerlo nella sua carriera con gli Infinite. In seguito fu preso tramite audizione all'agenzia Woollim Entertainment; prima faceva parte della JYP Entertainment.
Il 10 marzo 2014 annunciò che il suo vero nome era Lee Ho-dong, non Ho-won come aveva inizialmente pubblicamente dichiarato per non essere scambiato con il comico Kang Ho-dong. Kang Ho-dong aveva recitato nel ruolo di un pazzo in uno spot comico quando Hoya aveva nove anni e per questo i suoi amici gli consigliarono di cambiare nome in Lee Ho-won per non essere deriso.
Hoya è laureato alla Daekyung University in applicazione musicale insieme agli altri membri della band Sungkyu, L, Sungyeol e Dongwoo.

## Carriera

### Cantante
Hoya ha fatto il suo debutto con la band Infinite nel 2010 come rapper, voce e ballerino principale del gruppo. Nel 2012, lui e Dongwoo hanno formato gli Infinite H, il primo sottogruppo degli Infinite, e pubblicato il primo EP Fly High.
In occasione del SBS Gayo Daejun, la cerimonia di fine anno, del 2012, ha formato, insieme a Lee Joon, Kikwang, Jinwoon e L.Joe, il gruppo dei Dynamic Black, con i quali ha cantato la canzone "Yesterday". L'8 aprile 2014, ha cantato insieme a Eric Nam il singolo "Ooh Ooh" dove rappa una parte scritta e composta da lui. Il 14 giugno 2014, ha pubblicato con Henry Lau la canzone "Need You Now" presente nel mini album di Lau Fantastic.
Il 30 agosto 2017 è stato dichiarato che avrebbe lasciato il gruppo Infinite e di conseguenza la Woollim Entertainment.

### Attore
Dal 27 dicembre 2011 al 27 marzo 2012, Hoya e altri membri degli Infinite hanno doppiato i se stessi animati nel webtoon Wara! Pyeon-uijeom di Ji Kang-min. Nel 2012, ha esordito come attore nel drama di tvN Eungdaphara 1997, dove ha interpretato Kang Joon-hee, che ha una cotta per il suo migliore amico. Il 24 settembre 2014, è entrato nel cast del film Hi-ya nel ruolo di Jin-ho, uno studente che ha come unico sogno diventare cantante. La pellicola ha esordito al cinema il 10 marzo 2016.

## Discografia

### Collaborazioni
- 2012 – Yesterday con i Dynamic Black
- 2014 – Ooh Ooh con Eric Nam
- 2014 – Need You Now con Henry Lau
- 2015 – Not Tomorrow but Right Now con Jung Eun-ji, L e Kim Nam-joo

### Composizioni
- 2014 – "Last Romeo" dall'album Season 2 degli Infinite
- 2014 – "Alone" dall'album Season 2 degli Infinite
- 2014 – "Pretending I'm Okay" di se stesso

## Filmografia

### Cinema
- Hi-ya (히야?), regia di Kim Ji-yeon (2016)

### Televisione
- Eungdaphara 1997 (응답하라 1997?) – serie TV, 16 episodi (2012)
- Eungdaphara 1994 (응답하라 1994?) – serie TV (2013)
- Naegen neomu sarangseureo-un geunyeo (내겐 너무 사랑스러운 그녀?) – serie TV, 16 episodi (2014)
- Gamyeon (가면?) – serie TV (2015)
- Check-in Hanyang (체크인 한양?, Chekeu-in Han-yangLR) – serie TV (2024-2025)

### Video musicali
- 2013 – "If You Loved Me" di Zia e Davichi
- 2013 – "MAMAMA" dei Tasty
- 2014 – "Ooh Ooh" di Eric Nam e se stesso
- 2015 –	"Ah-Choo" delle Lovelyz